# John Furia
John Furia, né le 16 août 1929 à New York et mort le 7 mai 2009 à Los Angeles, est un scénariste, producteur et acteur américain.

## Filmographie

### comme scénariste
- 1984 : Le Soleil se lève aussi (The Sun Also Rises) (TV)
- 1966 : The Singing Nun
- 1968 : Hawaï, police d'état ("Hawaii Five-O") (série télévisée)
- 1974 : The Healers (TV)
- 1979 : Les Prémonitions de Sheila (The Death of Ocean View Park) (TV)
- 1983 : Hôtel (TV)
- 1984 : My Mother's Secret Life (TV)

### comme producteur
- 1974 : Apple's Way (en) (série télévisée)
- 1974 : The Healers (TV)
- 1975 : The Blue Knight (en) (TV)
- 1976 : Widow (TV)
- 1976 : Gibbsville (série télévisée)
- 1979 : Les Prémonitions de Sheila (The Death of Ocean View Park) (TV)
- 1980 : The Hustler of Muscle Beach (en) (TV)
- 1981 : The Intruder Within (TV)
- 1983 : Rage of Angels (TV)
- 1984 : My Mother's Secret Life (TV)

### comme acteur
- 1975 : The Blue Knight (en) (TV) : Lieutenant Furia